# Marie Meklenbursko-Zvěřínská
Marie Meklenbursko-Zvěřínská (později velkokněžna Marie Pavlovna Ruská, známá jako „Miechen“ nebo „Marie Pavlovna starší“; 14. května 1854 – 6. září 1920) byla jako dcera meklenbursko-zvěřínského velkovévody Fridricha Františka II. meklenburskou princeznou, zatímco sňatkem s ruským velkoknížetem Vladimírem Alexandrovičem se stala ruskou velkokněžnou.

## Život
Marie se narodila na zámku Ludwigslust v Meklenbursko-Zvěřínsku jako dcera velkovévody Fridricha Františka II. Meklenbursko-Zvěřinského a jeho první manželky Augusty Reuss Köstritz. Když jí bylo osm let, matka jí zemřela a otec se znovu oženil.

### Manželství
Dne 28. srpna 1874 se Marie provdala za Vladimíra Alexandroviče Romanova, třetího syna ruského cara Alexandra II. a svého bratrance z druhého kolene. Byla již zasnoubena s jiným nápadníkem, ale zasnoubení zrušila, když se setkala s Vladimírem. Trvalo ještě tři roky, než jim byl sňatek povolen, protože Marie byla vychovávána jako luteránka a nechtěla konvertovat k pravoslavnému vyznání.
Alexandr II. Nikolajevič nakonec s jejich sňatkem souhlasil i bez Mariiny konverze k pravoslaví. Po svatbě přijala ruské jméno Marie Pavlovna Ruská. Sňatkem se synem ruského cara získala nový titul Její imperátorská Výsost. Zůstala po většinu manželství luteránkou, později však přece jen konvertovala k pravoslaví, aby měl její syn Kiril větší šanci na trůn – vědělo se, že následník trůnu, carevič Alexej, je těžce nemocen (trpěl hemofilií). Po sňatku žila ve Vladimirském paláci, umístěném na Palácovém nábřeží na řece Něvě. Stala se přední petrohradskou hostitelkou, označovanou jako největší z velkokněžen, a byla v otevřeném soupeření s carevnou Marií Fjodorovnou. Neuposlechla zákaz Mikuláše II. hrát hazardní hry, ruletu a karetní hry v soukromých domech, což vedlo k jejímu dočasnému zákazu pobývat u dvora.
V roce 1909 její manžel zemřel a ona se po něm stala prezidentkou Akademie umění.
I v pozdějších letech vlády jejího synovce Mikuláše II. byl její velkoknížecí dvůr nejkosmopolitnějším a nejoblíbenějším domem v hlavním městě. Velkokněžna byla osobně v rozporu s carem a carevnou. Nebyla jedinou Romanovnou, která se obávala, aby carevna (Alexandra Fjodorovna) „nebyla jediným vládcem Ruska“. Spekulovalo se o tom, že Marie se svými syny uvažovala v zimě 1916–1917 o převratu proti carovi, přičemž car by abdikoval a byl by nahrazen svým synem, carevičem Alexejem, a Mariin syn Kirill Vladimirovič nebo Nikolaj Nikolajevič Romanov by se stal regentem. Neexistuje však žádný písemný důkaz, který by podporoval tuto domněnku, ačkoli Marie řekla prezidentovi Dumy Michailovi Rodziankovi, že carevnu je nutno „zničit“.

### Útěk z Ruska
Po Říjnové revoluci velkokněžna Marie uprchla jako jedna z posledních Romanovců a jako jedna z prvních zemřela v exilu. Zůstala ve válkou zničeném Kavkaze se svými dvěma mladšími syny po celý rok 1917 a 1918, stále doufajíc, že se její nejstarší syn Kirril stane carem. Jak se bolševici přiblížili, skupina nakonec v roce 1918 unikla na palubě rybářské lodi do Anapy. Marie strávila čtrnáct měsíců ve městě Anapa a odmítala se připojit k synovi Borisovi, který se chystal opustit Rusko. Když se naskytla příležitost utéci přes Konstantinopol, odmítla ze strachu, aby nebyla vystavena ponižujícímu odvšivování. Když ji generál Bílé armády varoval, že jeho strana občanskou válku prohrává, souhlasila s odchodem. Marie, její syn Andrej, jeho milenka Matilda Kšesinská a jejich syn Vladimír 13. února 1920 nastoupili na italskou loď mířící do Benátek. Odtud pokračovali přes Švýcarsko do Francie. Mariino zdraví, podlomené útrapami posledních let i strastiplnou cestou, se však silně zhoršilo a 24. srpna téhož roku 1920 v kruhu své rodiny v městečku Contrexéville zemřela.

### Potomci
Z manželství Marie a velkoknížete Vladimíra Alexandroviče se narodilo pět dětí, čtyři synové a nejmladší dcera; nejstarší chlapec však zemřel jako batole.
- 1. Alexandr Vladimirovič Ruský (31. 8. 1875 Carskoje Selo – 16. 3. 1877 Petrohrad)[1]
- 2. Kirill Vladimirovič Ruský (12. 10. 1876 Carskoje Selo – 12. 10. 1938 Neuilly-sur-Seine), hlava ruské carské rodiny a titulární imperátor Vší Rusi od roku 1924 do své smrti[2]
⚭ 1905 Viktorie Melita Sasko-Koburská (25. 11. 1876 Valletta – 2. 3. 1936 Amorbach)[3]
- 3. Boris Vladimirovič Ruský (24. 11. 1877 Carskoje Selo – 9. 11. 1943 Paříž)[4]
⚭ 1919 Zinaida Sergejevna Raševská (3. 11. 1898 Daugavpils – 30. 11. 1963 Paříž)[5]
- 4. Andrej Vladimirovič Ruský (14. 5. 1879 Carskoje Selo – 30. 10. 1956 Paříž)[6]
⚭ 1921 Matylda Krzesiňská (31. 8. 1872 Petrohrad – 6. 12. 1971 Paříž), polská primabalerína[7]
- 5. Jelena Vladimirovna Ruská (17. 1. 1882 Carskoje Selo – 13. 3. 1957 Athény)[8]
⚭ 1902 princ Mikuláš Řecký a Dánský (22. 1. 1872 Athény – 8. 2. 1938 tamtéž)[9]

## Tituly a oslovení
- 14. května 1854 – 28. srpna 1874: Její Výsost vévodkyně Marie Meklenbursko-Zvěřínská
- 28. srpna 1874 – 6. září 1920: Její Císařská Výsost velkokněžna Marie Pavlovna Ruská